# 久保克之
久保 克之（くぼ かつゆき、1938年2月10日 - ）は、鹿児島県南さつま市出身の元高校野球指導者。

## 経歴
鹿児島県南さつま市出身。鹿児島実業高等学校選手時代は主将としてチームを率いたが甲子園出場はなかった。卒業後に社会人野球の杵島炭鉱に入社して1年間プレーしたのち、日本大学に入学。
卒業後、サラリーマンとして勤務した後、1969年に鹿児島実業高等学校の監督に就任した。就任3年目の1972年に第44回選抜高等学校野球大会出場へと導き、2回戦で敗れたものの初戦の茨城県立取手第一高等学校で監督として初勝利を収めた。夏は甲子園出場を逃したが、翌年の第55回全国高等学校野球選手権大会、翌々年の第56回全国高等学校野球選手権大会に定岡正二を率いて連続出場。特に第56回全国高等学校野球選手権大会では当時、優勝候補と謳われ、原辰徳擁する東海大相模高校と対戦し、延長15回、3時間38分の死闘を制し、県勢初の4強進出へと導いた。その後も樟南高校を率いる枦山智博を甲子園の座の掛けて争った。1990年には内之倉隆志率いる「桜島打線」を擁し、第72回全国高等学校野球選手権大会に出場しベスト8に進出した。1996年の第68回選抜高等学校野球大会では下窪陽介擁し、枦山智博も成し遂げられなかった鹿児島県勢初の全国制覇を成し遂げた。1998年に第80回全国高等学校野球選手権大会では杉内俊哉が1回戦の八戸工業大学第一高等学校戦でノーヒットノーランを達成した。
本多雄一などの名選手を輩出した後、2002年に野球部の監督を退き、その後、野球部長、総監督、名誉監督を歴任した。

## 主な教え子
- 定岡正二
- 下窪陽介
- 杉内俊哉
- 本多雄一
- 内之倉隆志

## 甲子園での成績
- 春：出場7回・12勝6敗・優勝1回（1996年）
- 夏：出場12回・14勝12敗
- 通算：出場19回・26勝18敗・優勝1回